# Trochosippa eugeni
Trochosippa eugeni là một loài nhện trong họ Lycosidae.
Loài này thuộc chi Trochosippa. Trochosippa eugeni được Carl Friedrich Roewer miêu tả năm 1951.